# 天雷報
《天雷報》是台灣中華電視公司於1984年（民國73年）7月7日至1985年（民國74年）4月27日播出的電視單元劇。

## 概要
本劇的製作構想－在傳說中，雷公是公正的執法者，他對人間的惡人予以雷殛的報應，這個觀念長久以來已深植人心，而做壞事會遭「天打雷劈」的說法，也確實嚇阻了許多有犯罪意念的人去行惡；「天雷報」的製播因而不在宣揚迷信，而是針對人的心理，激發其潛在良心的制約與覺悟，消弭犯罪於無形。

## 解說
《天雷報》原是自《中國神話故事》衍生出來的子節目；為龍傳人與製作單位達成和解之後，所為其量身訂作 的新單元劇影集。全劇主要分為兩部份，1984年7月7日至12月1日為《天雷報》，接著在《中國神話故事》後面的時段播出，播出長度40分鐘。1984年12月8日至1985年4月27日為《中國神話故事－天雷報》，在《中國神話故事》的〈西遊記〉單元結束後向前挪動延長播出時間，播出長度90分鐘；並加入了原本〈西遊記〉中的演員群。

## 主要工作人員
- 製作人：韋辛、汪威江
- 導播：蔡永鍚

## 故事

### 天雷報
五路瘟神私闖凡間，雷神與閃電娘娘奉北斗星君之旨追捕，但五路瘟神卻與雷神展開拼死搏鬥，雷神雖將他們一一緝獲，因其中三名瘟神所裝災禍的「寶貝」瓦罐內裝著的病魔災禍，皮囊中裝著的心魔災禍，和大火扇蠱惑人心的急躁火氣，全由天邊散入人間－這些「寶貝」的失散，將給人間帶來無窮無盡的痛苦和災難。
北斗星君據報之後，認為此事非同小可，立即稟報玉皇大帝裁奪；玉帝了解事態的嚴重，乃命雷神與閃電娘娘立即下凡，設法弭平人間災禍，收回寶貝中的小精靈，並且教導凡人明辨善惡，莫受心魔之侵襲。
雷神與閃電娘娘遂化做凡人，進入凡間，四處搜尋災禍之源，並且教導凡人明辨善惡。雷神性情急躁，閃電娘娘卻溫順委婉，兩人行事方法每有衝突；然而二人均堅毅卓絕，為民奔走消災解難，懲惡揚善，在圓滿達成任務之後，二人才回返天庭。

### 中國神話故事－天雷報
雷神誤劈善良－劈死了一個上有高堂老母的孝子林彪（傅雷飾），老嫗燃香三天三夜向天申冤，冤氣沖天，玉皇大帝知情之後，大為震驚，乃將雷神召回天庭，讓他在思過碑前煎熬兩日，之後，玉帝為了不使雷神再犯錯，希望祂在嫉惡如仇之下三思而後行，於是加派了玄天星君、千里眼、順風耳 下凡來，與他一同處理人間不平之事。 

## 角色

### 主要人物
- 雷神（龍傳人　飾）

天庭北斗星君轄下職掌善惡司之天吏，性情急躁，嫉惡如仇，奉玉帝御旨下凡解除凡間因五路瘟神留下的災禍。
- 閃電娘娘（劉芳英　飾）

同為善惡司天吏，跟隨雷神，生性溫順善良，慈悲為懷，和藹可親，與雷神同受玉命而下凡塵，為凡民百姓消災解難。
- 玄天星君（王德志　飾）

為制衡雷神使他施懲時能夠情、理、法兼顧而來（身份相當於公設的辯護人）；生性愛喝酒，常常因酒誤事。在每集劇終之時負責奏請玉帝下旨「天斬令」斬殺惡者。
- 千里眼－高明（孫樹培　飾）

在下凡時不慎掉入煙囪裡，把千里眼跌成了浮光眼，因此視線常常模模糊糊；但他又怕人知道，故而常常以假報真。
- 順風耳－高覺（張光禧　飾）

雖聽得真確，但聽的和哥哥看的常常不一樣，因而不免懷疑起自己的聽力來。

### 其他
- 淑娥

- 素娥（張正藍　飾）

## 外部連結
- 華視台史館該網頁上所列的播映時間尚須進一步查證。[5]
- 台灣電視資料庫[永久]
- 歌詞收集網